# Зуевский энергомеханический завод
ООО «ЗЭМЗ» — предприятие по выпуску мостовых, козловых и тяжёлых промышленных башенных кранов спецназначения. Находится в г. Зугрэс.
Основная специализация завода — производство подъёмно-транспортной техники, автогидроподъёмников, крупных металлоконструкций и выпуск нестандартного оборудования.
Предприятие занимается производством:
- тяжёлых кранов для атомной и гидроэнергетики, промышленно-гражданского строительства;
- кранового оборудования для портов;
- крупных металлоконструкций;
- оборудования для горно-металлургической и коксо-химической отраслей.

Завод в эпоху СССР обеспечивал своими строительными кранами и подъёмными механизмами все самые крупные объекты страны: (гидроэлектростанции, меткомбинаты, машиностроительные предприятия). Кроме того, усовершенствованные c помощью электроники мировых производителей (например Siemens). Донецкие краны участвуют в крупном строительстве, например плотин, в Индии, Мексике, Вьетнаме и других странах.
Партнёрами завода являются ОАО «Укргидроэнерго», РУП «Минский тракторный завод», ООО «Союз заводов тяжёлого машиностроения», ООО «Чеховский завод Гидросталь».

## История предприятия

### Советская эпоха
История завода началась с января 1945 года с Постановления Государственного Комитета Обороны СССР об образовании Зуевского Литейно-Механического завода. Заказчиком строительства являлось Министерство энергетики и электрификации СССР. Предприятие введено в строй в 1946 году в качестве производственной базы запчастей и оборудования для строящихся и действующих тепловых и гидроэлектростанций. В дальнейшем завод и его сферы деятельности только расширялись.
Осваивалась новая продукция:
- Первые мостовые краны грузоподъёмностью 75 т завод стал производить с 1953 года. В 1956 году заводом освоен выпуск телескопических вышек, в 1959 — вагоноопрокидывателей.
- Начиная с 1961 года, ЗЛМЗ производит башенные краны для промышленного строительства марки БК-1000, имеющие грузоподъёмность 63 т.
- Первый кран на гусеничном ходу грузоподъёмностью 100 т марки МКГ-100 произведён в юбилейном 1965 году. Выпуск козловых кранов грузоподъёмностью от 20 до 25 т завод освоил через 4 года, в 1969 году.
- В 1971 году заводу присвоено нынешнее название — Зуевский энергомеханический завод, когда в состав ЗЛМЗ были включены новые мощности завода металлоконструкций в составе нескольких цехов. Мощности новых цехов составили около 100000 т металлоконструкций ежегодно. С увеличением мощностей, завод смог строить тяжёлые краны и изготавливать металлоконструкции для них. Начиная с этого же года освоено производство металлоконструкций мостовых кранов, грузоподъёмность которых свыше 100 т.
- Начиная с 1972 года коллективом завода начато производство башенных кранов серии КБ-160 (грузоподъёмностью от 8 до 10 т) для возведения жилых, административных, промышленных зданий и сооружений, а также элеваторов. В 1974 освоено производство бетононасосов модели БН80-20М1 с длиной стрелы от 20 до 31 м, а в 1977 — первые гидравлические подъёмники.
- В связи ростом промышленного строительства и принятием нового крупноблочного способа монтажа в 1976 году появилась первая серия кранов нового типа (сокр. Стреловые краны рельсовые) — СКР-2200, имеющие грузоподъёмность 75 т. Через два года, в 1978, ряд кранов СКР дополнился моделью кранов СКР-3500, обладающих высотой подъёма груза до 140 м и грузоподъёмностью 100 т.
- Также с 1976 выпускался башенный кран для гидротехнического строительства КБГС-1000 (грузоподъёмность 50 т). В эпоху СССР завод выпускал в основном продукцию для энергетики, а также для других сфер и отраслей народного хозяйства.
- История городов и сёл. Зугрэс. о заводе:

В Зугрэсе работает Зуевский энергомеханический завод. Номенклатурный перечень выпускаемой продукции этого коллектива состоит из 35 наименований высокопроизводительных строительных машин и механизмов, начиная со 100-тонных монтажных кранов на гусеничном ходу и кончая бурильными установками Булиз-15, а также почти из 6 тыс. наименований запасных частей для всех видов электростанций, энергетических объектов, строительных машин и подъемно-транспортного оборудования. Продукция завода трижды демонстрировалась на ВДНХ СССР и один раз — на международной ярмарке, где была удостоена диплома первой и трех дипломов третьей степени. В 1974—1975 гг. козловой кран КК-20-32 и телескопическая вышка ТВ-26Е удостоены государственного Знака качества.

### Современная история
После распада СССР в 90-е годы завод был приватизирован. С учётом специфики выпускаемой продукции, в отличие от многих других предприятий бывшего СССР, ЗЭМЗ преодолел кризисы 90-х и поставляет продукцию в страны СНГ.
В настоящее время завод развивается и производит грузоподъёмную технику, оборудование для горно-металлургического комплекса, коксо-химической отрасли. Почти каждый год осваивается новая продукция:
- мостовые краны для металлургической промышленности с 2000 года.
- судо-погрузочные комплексы производительностью до 1200 т/ч — с 2001 года.
- строительные башенные краны нового поколения — с 2002 года.
- специальные краны для гидротехнических сооружений — с 2003 года.
- подъёмники марки УСТК — установка сухого тушения кокса (по заказу Алчевского коксохимического комбината) — в 2006 году.
- электровозы коксовые — с 2006 года.
- сверхтяжёлые краны, грузоподъёмностью до 900т — с 2007 года.

## Собственники
Владельцами Зуевского Энергомеханического завода являются Владислав Дрегер и Сергей Белогородский.

## Показатели производства
Всего за 65 летнюю историю ЗЭМЗ, заводом было произведено:
- стреловых кранов рельсовых (тип СКР) и кранов на гусеничном ходу — 183 шт.
- башенных кранов — более 1250 шт.
- вагоноопрокидывателей — 260 шт.
- мостовых и козловых кранов — порядка 3900 шт.